# Toru Terasawa
Toru Terasawa (Japans: 寺沢徹, Terasawa Tōru) (Toyama, 4 januari 1935 – 23 maart 2025) was een Japanse langeafstandsloper, die gespecialiseerd was in de marathon. Hij won enkele grote internationale marathons in zijn land, namelijk: Beppu (driemaal), Fukuoka (tweemaal), Nagano (eenmaal). Ook had hij in 1963 drie maanden het wereldrecord in handen in deze discipline.

## Biografie
Zijn eerste succes boekte Terasawa eind 1962 met het winnen van het Japanse kampioenschap in Fukuoka. Deze titel zou hij slechts eenmaal winnen in zijn sportieve loopbaan. Op 17 februari 1963 verbeterde hij bij de marathon van Beppu het wereldrecord op de klassieke afstand tot 2:15.15,8. Dit record hield slechts drie maanden stand, toen het alweer werd verbeterd door de Amerikaan Leonard Edelen tot 2:14.28.
Voor de Olympische Spelen van 1964 liep Toru Terasawa drie marathons. Bij alle drie de wedstrijden eiste hij een podiumplaats op. Dat waren Beppu (eerste), Tokio (derde), Sapporo (derde). Op de Spelen van Tokio zelf stelde hij echter teleur door slechts als vijftiende te finishen met een tijd van 2:23.09,0. De olympische wedstrijd werd gewonnen door de Ethiopiër Abebe Bikila in 2:12.11,2.
Terasawa liep zijn persoonlijk record van 2:13.41 in 1965 bij de marathon van Criswick. Hij won hiermee niet de wedstrijd, want de overwinning ging naar zijn landgenoot Morio Shigematsu met een beste jaarprestatie van 2:12.00.
In 1966 werd derde op de Boston Marathon en tweede op de marathon van Seoel. Aan het einde van zijn sportcarrière won Terasawa in 1969 nog de marathon van Nagano in 2:21.02,2.
Terasawa overleed op 23 maart 2025 op 90-jarige leeftijd.

## Titels
- Japans kampioen marathon - 1962

## Persoonlijk record
| Onderdeel | Prestatie | Datum        | Plaats   |
| --------- | --------- | ------------ | -------- |
| marathon  | 2:13.41   | 12 juni 1965 | Chiswick |

## Palmares

### 30 km
- 1965:  30 km van Kumanichi - 1:31.51,6

### 35 km
- 1963:  Japanse Spelen - 1:57.03,2
- 1964:  Japanse Spelen - 1:51.38,4
- 1965:  Japanse Spelen - 1:53.18,6

### marathon
- 1961:  marathon van Beppu - 2:27.14
- 1961: 6e marathon van Fukuoka - 2:24.32
- 1962: 5e marathon van Beppu - 2:27.05
- 1962:  marathon van Auckland - 2:19.15
- 1962:  Japanse kampioenschappen in Fukuoka - 2:16.18,4 (1e overall)
- 1963:  Ehime Marathon in Matsuyama - 2:20.25
- 1963:  Beppu-Oita Mainichi Marathon - 2:15.15,8
- 1963: 5e marathon van Tokio - 2:24.29,0
- 1963: 5e marathon van Auckland - 2:26.29 (te kort)
- 1964:  Beppu-Oita Mainichi Marathon - 2:17.48,6
- 1964:  marathon van Tokio (april) - 2:19.43,0
- 1964:  marathon van Sapporo - 2:20.35
- 1964: 15e OS - 2:23.09,0
- 1964:  marathon van Fukuoka - 2:14.48,2
- 1965:  Beppu-Oita Mainichi Marathon - 2:14.38
- 1965:  marathon van Criswick - 2:13.41
- 1965: 12e marathon van Fukuoka - 2:25.07
- 1966:  marathon van Matsuyama - 2:21.15,0
- 1966:  Beppu-Oita Mainichi Marathon - 2:14.35
- 1966:  Boston Marathon - 2:17.46
- 1966:  marathon van Seoel - 2:19.35
- 1966: 5e marathon van Fukuoka - 2:15.51,2
- 1967: 7e marathon van Beppu - 2:17.48,2
- 1967: 8e Boston Marathon - 2:21.17
- 1967: 11e marathon van Fukuoka - 2:17.00
- 1968: 10e marathon van Fukuoka - 2:17.23
- 1969: 8e marathon van Beppu - 2:20.39,6
- 1969:  marathon van Nagano (Shinmai) - 2:21.02.2